# Kankikō-ji
Le Kankikō-ji (歓喜光寺) est un temple japonais situé à Kyoto, arrondissement de Yamashina-ku, et affilié au Ji shū, troisième école bouddhique amidiste du Japon. Il a été fondé en 1291 par Shōkai (聖戒) avec le support du grand chancelier Kujō Tadanori. Shōkai était un proche parent et disciple d'Ippen, fondateur du Ji shū,.
Durant son histoire, le temple subit plusieurs incendies et est intégralement déplacé à diverses reprises : notamment entre 1573 et 1592, en 1907 et enfin en 1975. Outre la salle principale dédiée à Amida, le Kankikō-ji comprend quelques temples secondaires dont un dédié à Jizō.
Le Kankikō-ji est surtout connu pour détenir depuis 1299 la version originale de la Biographie illustrée du moine itinérant Ippen (trésor national), qui constitue d'une part le plus ancien document sur la vie d'Ippen et la fondation du Ji shū, d'autre part une œuvre d'art majeure parmi les emaki de l'époque de Kamakura. Le temple en est toujours le propriétaire légal, mais pour des raisons de préservations, l’œuvre est entreposée aux musées nationaux de Kyoto et de Nara,.